# إليزابيث أوكونر
إليزابيث أوكونر (بالإنجليزية: Elizabeth O'Conner)‏ واسمها عند الولادة باربرا ويلارد لو (بالإنجليزية: Barbara Willard Lowe)‏ (1913 في دونيدو، نيوساوث ويلز - 2000 في كيرنز، كوينزلاند)؛ كاتبة وروائية أسترالية. اشتهرت برواية الأيرلندي التي نشرتها في عام 1960، ونالت إثرها جائزة مايلز فرانكلين الأدبية.

## أعمالها
- 1960 - رواية الأيرلندي (تحولت في عام 1978، إلى فيلم مقتبس حمل ذات الاسم)

## الجوائز
- *جائزة مايلز فرانكلين